# مقاطعة تربيتش
مقاطعة تربيتش (بالتشيكية: Okres Třebíč)‏ هي مقاطعة (أوكريس) في إقليم فيسوتشنا في جمهورية التشيك.
عاصمة هذه المقاطعة هي تربيتش.

## اقرأ أيضاً
- مقاطعات جمهورية التشيك